# Matija Krečič
Matija Krečič, slovenski violinist, skladatelj in aranžer, * 5. september 1988
Leta 2015 je zaključil študij violine (prof. Helfried Fister) in kompozicije (prof. Alfred Stingl) na Deželnem Konservatoriju v Celovcu.
Aktivno sodeluje z Magnificom, Tomažem Hostnikom in skupino Momento Cigano, v preteklosti pa je sodeloval tudi s skupino Terrafolk, Tango Story, z Galom in Severo Gjurin, Mar Djangom, Skarabejem, Orkestrado. Sodeluje tudi z vidnimi jazzovskimi glasbeniki in zasedbami - P’Jays, Marko Črnčec, Žan Tetičkovič. Napisal je glasbo za nekaj kratkih filmov ter gledaliških predstav (Lutkovno gledališče Maribor, SNG Drama Maribor). Je avtor orkestrskih priredb Magnificove glasbe za film Montevideo, vidimo se!, režiserja Dragana Bjelogrlića. Ustvaril je dve glasbeni podobi prvega programa TV Slovenija (2016, 2017-). Na festivalu Popevka je dvakrat prejel nagrado strokovne žirije za najboljšo priredbo (2018, 2023). Njegova glasba v celovečernem filmu Inventura režiserja Darka Sinka, je bila leta 2021 na Festivalu slovenskega filma nagrajena z vesno za najboljšo izvirno glasbo.
Kot aranžer je izredno dejaven v različnih glasbenih slogih. Skladateljski opus Matije Krečiča zajema solistično, komorno in orkestrsko glasbo (vokalno in instrumentalno). Doslej je sodeloval z več solisti in zasedbami: Mate Bekavac, Bernarda Fink, Tanja Sonc, Jan Gričar, Davorin Mori, Ensemble Janus Atelier, MD7, Duo Furioso, Carpe Artem, Metabonma, Camerata Sinfonica Austria, Simfonični orkester Cantabile, Ingenium Ensemble, APZ Tone Tomšič, Ljubljanski Madrigalisti… Doslej sta izšli dve plošči z njegovo avtorsko glasbo: Architexture (Janus Atelier, 2014) ter Cut / Rez (ZKP RTV Slovenija, 2020). Februarja 2020 je sloviti violinist Daniel Hope v svoji oddaji Europe@Home skupaj s Tanjo Sonc in Marie-Sophie Hauzel predstavil Krečičevo skladbo “In a Melting Pot”.
Matija Krečič je član Društva slovenskih skladateljev in soustanovitelj glasbenega društva Janus Atelier, ki je pričelo z delovanjem junija 2013, od tedaj pa izdalo 9 notnih izdaj in zgoščenko. Maja 2016 je društvo skupaj z Lutkovnim gledališčem Maribor organiziralo Janus festival z glasbo zadnjih stotih let.

## Diskografija

### Samostojni albumi
- Architexture, Janus Atelier (2014)
- Cut / Rez, ZKP RTV Slovenija (2020)
- Inventura (EP), samozaložba (2022)

### Skupinski albumi
- Ledena Trgatev - Terrafolk, Menart (2011)
- Spusti - Orkestrada, samozaložba (2011)
- Music for Hang and Violin - Skarabej, Klopotec (2014)
- Hot Club Piran - Teo Collori in Momento Cigano, Lowtemp (2016)
- Charlatan de Balkan - Magnifico, Dom svobode (2016)
- Kamerato Muzikante - Teo Collori in Momento Cigano, samozaložba (2018)
- Molto Aligatore - Teo Collori in Momento Cigano, Lowtemp (2019)
- Mačahe - Hostnik pa Krečič, samozaložba (2020)
- Živo - Vlado Kreslin & Teo Collori in Momento Cigano, Založba Kreslin (2022)
- Capitano della Noche - Teo Collori in Momento Cigano, samozaložba (2023)